# Patrick Thaler
Patrick Thaler (ur. 23 marca 1978 w Bolzano) – włoski narciarz alpejski.
Specjalizuje się w slalomie specjalnym. Startował w tej konkurencji podczas igrzysk olimpijskich w 2006 i mistrzostw świata w 2007, nie kończąc pierwszych przejazdów. Dwa lata później, podczas mistrzostw świata w Val d’Isère zajął 7. miejsce. Największy jak dotychczas sukces odnotował w Kitzbühel 25 stycznia 2009 roku, kończąc na 3. miejscu slalom zaliczany do klasyfikacji Pucharu Świata.
Wicemistrz świata juniorów ze Schladming w slalomie gigancie (1997).

## Osiągnięcia

### Igrzyska olimpijskie
| Miejsce | Dzień     | Rok  | Miejscowość | Konkurencja | Czas | Strata | Zwycięzca        |
| ------- | --------- | ---- | ----------- | ----------- | ---- | ------ | ---------------- |
| DNF1    | 25 lutego | 2006 | Sestriere   | Slalom      | -    | -      | Benjamin Raich   |
| DNF2    | 27 lutego | 2010 | Whistler    | Slalom      | -    | -      | Giuliano Razzoli |

### Mistrzostwa świata
| Miejsce | Dzień     | Rok  | Miejscowość | Konkurencja | Czas biegu  | Strata   | Zwycięzca       |
| ------- | --------- | ---- | ----------- | ----------- | ----------- | -------- | --------------- |
| DNF1    | 17 lutego | 2007 | Åre         | Slalom      | -           | -        | Mario Matt      |
| 7.      | 15 lutego | 2009 | Val d’Isère | Slalom      | 1:46.54 min | + 2.37 s | Manfred Pranger |
| DNF2    | 17 lutego | 2013 | Schladming  | Slalom      | -           | -        | Marcel Hirscher |

### Puchar Świata

#### Miejsca w klasyfikacji generalnej
- 1997/1998 – 103.
- 1998/1999 – -
- 1999/2000 – 117.
- 2000/2001 – -
- 2001/2002 – -
- 2002/2003 – -
- 2003/2004 – 105.
- 2004/2005 – 58.
- 2005/2006 – 57.
- 2006/2007 – 101.
- 2007/2008 – 57.
- 2008/2009 – 51.
- 2009/2010 – 96.
- 2010/2011 – 132.
- 2011/2012 – 51.
- 2012/2013 – 46.
- 2013/2014 – 21.
- 2014/2015 – 56.

#### Miejsca na podium w zawodach indywidualnych Pucharu Świata chronologicznie
1. Kitzbühel – 25 stycznia 2009 (slalom) – 3. miejsce
2. Val d’Isère – 15 grudnia 2013 (slalom) – 3. miejsce
3. Kitzbühel – 24 stycznia 2014 (slalom) – 3. miejsce